# Xã Pymatuning, Quận Mercer, Pennsylvania
Xã Pymatuning (tiếng Anh: Pymatuning Township) là một xã thuộc quận Mercer, tiểu bang Pennsylvania, Hoa Kỳ. Năm 2010, dân số của xã này là 3.281 người.